# Rewe Dortmund
Die Rewe Dortmund SE & Co. KG (eigene Schreibweise: REWE Dortmund) ist ein Gemeinschaftsunternehmen der Rewe Dortmund und der Rewe Group mit Hauptsitz in Dortmund-Asseln, von wo aus das operative Tagesgeschäft des Gemeinschaftsunternehmens gesteuert wird.
Die Rewe Dortmund SE ging 2017 aus der Rewe Dortmund Großhandel eG hervor, deren Ursprung bis in das Jahr 1913 zurückreicht. Die Rewe Dortmund umfasst rund 400 Supermärkte im Ruhrgebiet, im Sauerland, im Münsterland, Bergischen Land und der Region Niederrhein. Zu den Märkten der Rewe Dortmund gehört auch der Filialbetrieb der Firmengruppe Michael Brücken, welche unter dem Namen Rewe Ihr Kaufpark rund 100 Märkte betreibt, sowie die Firma Akzenta mit ihren sieben Supermärkten. Insgesamt beschäftigt das Gemeinschaftsunternehmen Stand 2024 über 20.500 Mitarbeiter in den Rewe-Märkten und den Rewe Ihr Kaufpark-Märkten, über 2.200 Mitarbeiter im Großhandel und rund 1000 Auszubildende. Die Rewe Dortmund erwirtschaftete 2022 einen Einzelhandelsumsatz von rund 2,57 Mrd. Euro.

## Geschichte
Die Rewe Dortmund wurde 1913 als Kolonialwaren-Einkaufsgenossenschaft unter dem Namen Krone von Lebensmittelhändlern der Stadt gegründet, um bessere Einkaufskonditionen bei Großhändlern zu erreichen. 1926 trat die Genossenschaft der Rewe bei, firmierte jedoch erst seit 1935 unter Rewe.
1958 wurde die erste Frischfleisch-Abteilung in einem Rewe-Markt eingerichtet und im selben Jahr eine eigene Zentralfleischerei gegründet. 1961 wurde das neue Betriebsgebäude am Asselner Hellweg in Dortmund-Asseln eingeweiht. Die Eröffnung des ersten AK-Verbrauchermarktes erfolgte im Jahr 1968, im darauffolgenden Jahr wurde eine neu errichtete Zentralfleischerei mit 2.700 Quadratmetern Fläche in Betrieb genommen.
1973 erfolgte die Eröffnung des ersten Rewe-Centers, 1978 wurde das Filialgeschäft Michael Brücken Kaufpark übernommen. Rewe Dortmund schloss sich 1982 mit den rund 200 Läden der Rewe Rhein-Lippe zusammen.
1990 integrierte Rewe Dortmund den übernommenen Bubi Frischdienst in die unternehmenseigene Bubi Frischedienst eG für den Unternehmensbereich Milchprodukte. Nachdem Michael Brücken 1995 die AK-Märkte übernommen hatte, wurden beide Ketten im selben Jahr unter dem Namen Kaufpark zusammengefasst. 1997 erfolgte die Übernahme der Geschäfte der Lebensmitteleinzelhandelssparte von Brülle & Schmeltzer und des Lebensmittelhandels Deschauer sowie ein Jahr später die Übernahme der Geschäfte von Groka in Solingen.
2003 übernahm Rewe Dortmund 53 Combi-Supermärkte des Unternehmens Bremke & Hoerster, wobei ein Großteil der Supermärkte zu Kaufpark-Filialen umgewandelt wurden. Im Folgejahr übergab Rewe Dortmund den nationalen Einkauf an die Rewe-Zentrale, wobei die Bereiche Fleisch, Wurst, Obst sowie Gemüse weiterhin bei Rewe Dortmund verblieben. Ab Mai 2005 wurden die Märkte der FBL Fruchtbörse Limberg GmbH schrittweise veräußert. 2006 wurde bekannt, dass der Rewe-Konzern eine stille Beteiligung an der Rewe Dortmund erhalten werde. Zudem sollten ab September 2006 alle Rewe-Märkte mit einem einheitlichen Logo gekennzeichnet werden. Rewe Dortmund verzögerte zunächst den Namenswechsel der Märkte aufgrund von Unstimmigkeiten bezüglich der stillen Beteiligung. Im Oktober 2006 stimmte Rewe Dortmund der Umbenennung zu. Als Ergebnis wurden alle Märkte der Rewe Dortmund, wie beispielsweise die HL-Märkte, Stüssgen oder Otto Mess, in Rewe umbenannt.
Mit der Schließung des FBL-Marktes in Dortmund-Bodelschwingh Ende Juni 2012 verschwand die Fruchtbörsen-Kette endgültig aus dem Einzelhandel. Im Sommer 2015 wurden die Kaufpark-Märkte des Filialbetriebs Michael Brücken in das einheitliche Logo der Rewe geändert, sodass sie zukünftig unter Rewe Ihr Kaufpark firmierten. Seit ca. 2022/23 wird, wenn die Filialen nach und nach umgebaut werden, auf dem Namen „Kaufpark“ komplett verzichtet. Die Märkte von Michael Brücken werden dafür nach den Standorten der Filialen benannt, z. B.: REWE Hatzfeld, REWE Hemer oder REWE Winterberg.
2017 gründeten die Rewe Group sowie die Rewe Dortmund Großhandel eG das Gemeinschaftsunternehmen Rewe Dortmund SE & Co. KG. Die Rewe Dortmund Großhandel eG war zum Zeitpunkt der Gründung zu 80 % an dem Unternehmen beteiligt, die Rewe Group hielt 20 % an der Rewe Dortmund SE. 2020 wurde das sogenannte Rewe-Frischezentrum vollständig in Betrieb genommen, das auf einem 45.000 Quadratmeter großen Grundstück in Dortmund steht und die bisherigen vier Lagerstandorte des Unternehmens ablöst und vereint.

## Vertrieb
Bei den rund 400 Einzelhandelsgeschäften der Rewe Dortmund handelt es sich hauptsächlich um Vollsortimenter, die unter Rewe firmieren. Hierzu gehören des Weiteren Filialen der Unternehmensgruppe Michael Brücken, die rund 100 Rewe-Märkte unter dem Namen Rewe Ihr Kaufpark unterhält und zudem zwei Rewe-Center (ehemals Toom) umfasst. Zudem gehört das Unternehmen Akzenta mit sieben Supermärkten in Wuppertal, Witten und Heiligenhaus zu der Unternehmensgruppe. Außerdem ist die Rewe Dortmund über Akzenta am Boni-Center in Witten beteiligt.
Die Supermärkte umfassen, abhängig vom jeweiligen Standort und der Kundenschicht, ein Sortiment von ca. 12.000 bis 30.000 Artikeln. Bis auf wenige Ausnahmen verfügen alle Läden über eine Bedienungstheke mit Wurst, Fleisch, Käse und teilweise Frischfisch. Betrieben werden die Märkte hauptsächlich von selbstständigen Kaufleuten.

## Unternehmensstruktur

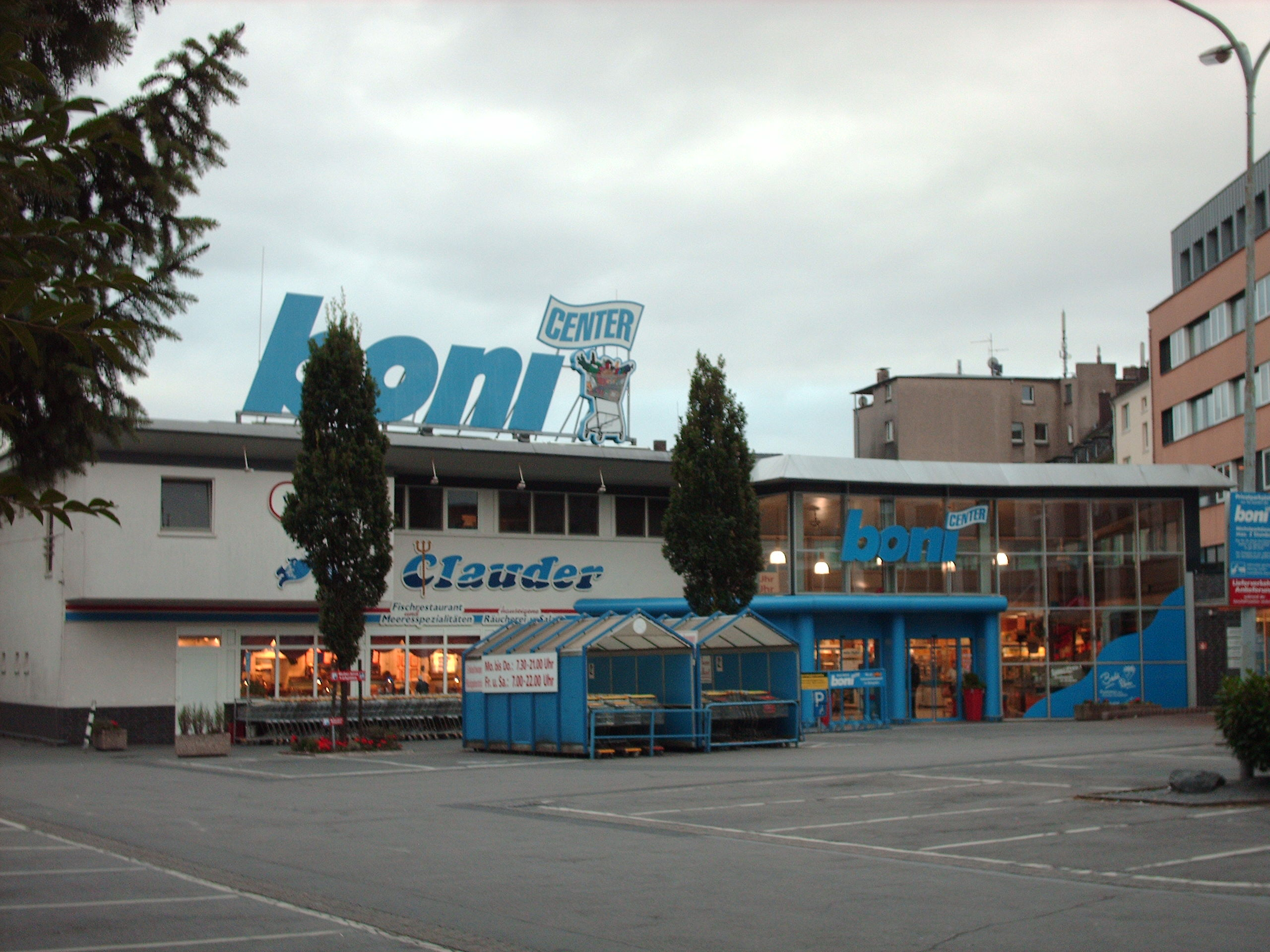
boni-center Witten

Die Anteile an der Rewe Dortmund werden zu 80 % von der Rewe Dortmund Großhandel eG sowie zu 20 % von der Rewe Group gehalten. Die Rewe Group ist im Einzel- sowie Großhandel tätig. Die Rewe Dortmund Großhandel eG ist eine Genossenschaft, die im Lebensmittelgroßhandel in Nordrhein-Westfalen tätig ist. Die Unternehmensgruppe umfasst selbstständige Einzelhändler der Lebensmittelbranche in Nordrhein-Westfalen, vornehmlich im Niederrhein, Ruhrgebiet sowie Sauer- und Münsterland.
Rewe Dortmund unterhält Stand 2024 unter anderem folgende Tochtergesellschaften und Beteiligungen:
- Rewe Dortmund Vertriebsgesellschaft mbH
- Rewe Dortmund Markt GmbH
- AK Diskont Markt GmbH & Co. KG (Komplementär: Akzenta AK Diskont Markt GmbH), Betreiber der AK-Verbrauchermärkte
- AK Diskont Beteiligungs-GmbH
- Mitgesellschafter der Michael Brücken Kaufpark GmbH & Co. OHG
- DOEGO Verwaltungs GmbH[28] (DOEGO = Dortmunder Einkaufsgenossenschaft für Obst und Gemüse)
- Erste Rewe Dortmund Immobiliengesellschaft mbH[29]
- Rema Beteiligungs-GmbH
- R-Kauf Märkte GmbH & Co Einzelhandels KG[30]
- Minderheitsbeteiligung an der Dachgesellschaft der „Minimärkte“
- Bubi Frischdienst eG[6]

Für die Rewe Dortmund Märkte und Rewe Ihr Kaufpark-Märkte sind rund 20.500 Mitarbeiter tätig (Stand 2024).

## Soziales Engagement
Rewe Dortmund unterhält seit 1998 die Stiftung Rewe Dortmund, welche die sozialen und gesellschaftlichen Projekte der Unternehmensgruppe bündelt. Ein Schwerpunkt liegt auf Projekten in den Bereichen Ernährung, Ernährungsbildung und Bewegung. 2023/2024 wurde für Weihnachtsfeiern wohnungsloser Menschen gespendet sowie die ehrenamtliche Arbeit in Hospizen gefördert.